# Nuoto ai campionati mondiali di nuoto 2011 - 200 metri misti femminili
La specialità dei 200 metri misti femminili ai campionati mondiali di nuoto 2011 si è svolta presso lo Shanghai Oriental Sports Center di Shanghai, in Cina.
Le qualifiche per la semifinale si sono svolte la mattina del 24 luglio 2011, mentre la semifinale si è svolta la sera dello stesso giorno. La finale, invece, si è svolta la sera del 25 luglio 2011.

## Medaglie
| Posizione | Atleta        | Paese       |
| --------- | ------------- | ----------- |
| Oro       | Ye Shiwen     | Cina        |
| Argento   | Alicia Coutts | Australia   |
| Bronzo    | Ariana Kukors | Stati Uniti |

## Record
Prima della manifestazione il record del mondo (WR) e il record dei campionati (CR) erano i seguenti.
| Record mondiale       | 2'06"15 | Ariana Kukors Stati Uniti | 27 luglio 2009 Roma, Italia |
| Record dei campionati | 2'06"15 | Ariana Kukors Stati Uniti | 27 luglio 2009 Roma, Italia |

Nel corso della competizione non sono stati migliorati record.

## Batterie
| Pos. | Atleta                    | Nazionalità     | Tempo   | Batteria | Corsia | Note        |
| ---- | ------------------------- | --------------- | ------- | -------- | ------ | ----------- |
| 1    | Caitlin Leverenz          | Stati Uniti     | 2:11.01 | 4        | 3      |             |
| 2    | Mireia Belmonte Garcia    | Spagna          | 2:11.38 | 3        | 5      |             |
| 3    | Katinka Hosszú            | Ungheria        | 2:11.53 | 3        | 4      |             |
| 4    | Shiwen Ye                 | Cina            | 2:11.63 | 5        | 4      |             |
| 5    | Alicia Coutts             | Australia       | 2:11.64 | 4        | 4      |             |
| 6    | Ariana Kukors             | Stati Uniti     | 2:11.84 | 4        | 5      |             |
| 7    | Hannah Miley              | Regno Unito     | 2:11.95 | 3        | 3      |             |
| 8    | Stephanie Rice            | Australia       | 2:12.68 | 5        | 3      |             |
| 9    | Hye Ra Choi               | Corea del Sud   | 2:13.00 | 3        | 2      |             |
| 10   | Julia Wilkinson           | Canada          | 2:13.16 | 3        | 6      |             |
| 11   | Kirsty Coventry           | Zimbabwe        | 2:13.32 | 5        | 2      |             |
| 12   | Evelyn Verrasztó          | Ungheria        | 2:13.33 | 5        | 5      |             |
| 13   | Erica Morningstar         | Canada          | 2:13.71 | 5        | 6      |             |
| 14   | Barbora Závadová          | Rep. Ceca       | 2:14.08 | 4        | 8      |             |
| 15   | Siobhan-Marie O'Connor    | Regno Unito     | 2:14.30 | 4        | 7      |             |
| 16   | Fanny Lecluyse            | Belgio          | 2:14.97 | 3        | 1      |             |
| 17   | Xiaoya Zhu                | Cina            | 2:14.98 | 4        | 2      |             |
| 18   | Katheryn Anne Meaklim     | Sudafrica       | 2:15.15 | 5        | 8      |             |
| 19   | Stina Gardell             | Svezia          | 2:15.45 | 5        | 1      |             |
| 20   | Julija Efimova            | Russia          | 2:15.56 | 5        | 7      |             |
| 21   | Hanna Dzerkal'            | Ucraina         | 2:16.17 | 2        | 4      |             |
| 22   | Ranohon Amanova           | Uzbekistan      | 2:16.75 | 2        | 2      |             |
| 23   | Ida Sandin                | Svezia          | 2:16.87 | 4        | 1      |             |
| 24   | Jördis Steinegger         | Austria         | 2:17.09 | 3        | 8      |             |
| 25   | Tanja Šmid                | Slovenia        | 2:17.45 | 2        | 3      |             |
| 26   | Hrafnhildur Lúthersdóttir | Islanda         | 2:18.20 | 2        | 8      |             |
| 27   | Alessia Polieri           | Italia          | 2:18.69 | 3        | 7      |             |
| 28   | Nadia Vieira              | Portogallo      | 2:19.74 | 2        | 1      |             |
| 29   | Emilia Pikkarainen        | Finlandia       | 2:19.94 | 2        | 6      |             |
| 30   | WanJung Cheng             | Taipei cinese   | 2:20.20 | 2        | 5      |             |
| 31   | Natthanan Junkrajang      | Thailandia      | 2:20.38 | 1        | 4      |             |
| 32   | Erla Haraldsdottir        | Islanda         | 2:21.86 | 2        | 7      |             |
| 33   | Samantha Arevalo          | Ecuador         | 2:22.39 | 1        | 5      |             |
| 34   | Cheok Mei Ma              | Macao           | 2:27.59 | 1        | 6      |             |
| 35   | Nibal Yamout              | Libano          | 2:27.93 | 1        | 3      |             |
| 36   | Daniella Van Den Berg     | Aruba           | 2:30.02 | 1        | 7      |             |
| 37   | Loreen Whitfield          | Samoa Americane | 2:31.97 | 1        | 2      |             |
| -    | Rita Medrano              | Messico         | -       | 4        | 6      | non partita |

## Semifinali
| Pos. | Atleta                 | Nazionalità   | Batteria | Corsia | Tempo   | Note |
| ---- | ---------------------- | ------------- | -------- | ------ | ------- | ---- |
| 1    | Stephanie Rice         | Australia     | 1        | 6      | 2:09.65 |      |
| 2    | Ariana Kukors          | Stati Uniti   | 1        | 3      | 2:09.83 |      |
| 3    | Shiwen Ye              | Cina          | 1        | 5      | 2:10.08 |      |
| 4    | Alicia Coutts          | Australia     | 2        | 3      | 2:10.65 |      |
| 5    | Hannah Miley           | Regno Unito   | 2        | 6      | 2:10.95 |      |
| 6    | Caitlin Leverenz       | Stati Uniti   | 2        | 4      | 2:11.15 |      |
| 7    | Katinka Hosszú         | Ungheria      | 2        | 5      | 2:11.71 |      |
| 8    | Julia Wilkinson        | Canada        | 1        | 2      | 2:11.92 |      |
| 9    | Kirsty Coventry        | Zimbabwe      | 2        | 7      | 2:12.21 |      |
| 10   | Mireia Belmonte Garcia | Spagna        | 1        | 4      | 2:12.37 |      |
| 11   | Evelyn Verrasztó       | Ungheria      | 1        | 7      | 2:12.51 |      |
| 12   | Erica Morningstar      | Canada        | 2        | 1      | 2:12.67 |      |
| 13   | Siobhan-Marie O'Connor | Regno Unito   | 2        | 8      | 2:13.26 |      |
| 14   | Fanny Lecluyse         | Belgio        | 1        | 8      | 2:13.68 |      |
| 15   | Barbora Závadová       | Rep. Ceca     | 1        | 1      | 2:14.03 |      |
| 16   | Hye Ra Choi            | Corea del Sud | 2        | 2      | 2:15.90 |      |

## Finale
| Pos. | Atleta           | Nazionalità | Tempo   | Corsia | Note |
| ---- | ---------------- | ----------- | ------- | ------ | ---- |
|      | Shiwen Ye        | Cina        | 2:08.90 | 3      |      |
|      | Alicia Coutts    | Australia   | 2:09.00 | 6      |      |
|      | Ariana Kukors    | Stati Uniti | 2:09.12 | 5      |      |
| 4    | Stephanie Rice   | Australia   | 2:09.65 | 4      |      |
| 5    | Caitlin Leverenz | Stati Uniti | 2:10.40 | 7      |      |
| 6    | Katinka Hosszú   | Ungheria    | 2:11.24 | 1      |      |
| 7    | Hannah Miley     | Regno Unito | 2:11.36 | 2      |      |
| 8    | Julia Wilkinson  | Canada      | 2:16.18 | 8      |      |